# Com gats i gossos: La venjança de la Kitty Galore
Com gats i gossos: La venjança de la Kitty Galore (títol original en anglès, Cats & Dogs: The Revenge of Kitty Galore) és una pel·lícula de comèdia d'espies del 2010 dirigida per Brad Peyton en el seu debut com a director, produïda per Andrew Lazar, Polly Johnsen, Greg Michael i Brent O'Connor i escrit per Ron J. Friedman i Steve Bencich basat en els personatges de John Requa i Glenn Ficarra. La pel·lícula és protagonitzada per Chris O'Donnell i Jack McBrayer amb un repartiment coral de James Marsden, Nick Nolte, Christina Applegate, Katt Williams, Bette Midler, Neil Patrick Harris, Sean Hayes, Joe Pantoliano, Michael Clarke Duncan, Wallace Shawn i Roger Moore. La pel·lícula és una seqüela independent de la pel·lícula de 2001 Com gats i gossos, amb més èmfasi en els seus personatges animals que la pel·lícula anterior, i va ser estrenada el 30 de juliol de 2010 a càrrec de Warner Bros. Pictures. Va rebre majoritàriament crítiques negatives i va recaptar 112,5 milions de dòlars amb un pressupost de 85 milions de dòlars. S'ha doblat al català.